# Тетское наступление
Тетское наступление (англ. Tet Offensive, также известно как наступление Тет или Новогоднее наступление) — общеупотребимое название первого широкомасштабного наступления коммунистических сил во время войны во Вьетнаме в 1968 году.
Тетское наступление принято считать переломным моментом войны, после которого общественное мнение в США утратило веру в возможность победы во Вьетнаме.

## Планирование
Во Вьетнаме праздник Тет является главным праздником года. Он имеет многовековую историю и связан с поклонением умершим предкам, память которых особенно почитается вьетнамцами. Тет отмечается с наступлением нового года по лунному календарю, поэтому каждый год его дата разная, и приходится на конец января или февраль. В 1968 году праздник Тет начинался 31 января.
К этому времени на территории Южного Вьетнама уже почти десятилетие шла ожесточённая гражданская война, в которую в 1965 году непосредственно вмешались США, отправившие в страну крупный воинский контингент, достигший 500 тысяч человек к исходу 1967 года.
В ходе войны во Вьетнаме силы НФОЮВ ежегодно объявляли одностороннее перемирие на праздник Тет; то же самое делало южновьетнамское правительство и американское командование. Перемирия сопровождались многочисленными вооружёнными инцидентами, однако в целом ни одна из сторон не проводила в это время крупных операций.
Как и в предыдущие годы, обе стороны заранее объявили о перемирии на Тет-1968. Однако, ещё с середины 1967 года в руководстве Северного Вьетнама разрабатывался план крупномасштабного наступления на Юге, которое, как ожидалось, привело бы к народному восстанию против непопулярного режима Нгуен Ван Тхьеу. Свержение режима Тхьеу практически стало бы победой в войне, за которой следовало объединение двух частей Вьетнама в единую страну под руководством Партии трудящихся Вьетнама (имевшей коммунистическую платформу). Наступление должно было состоять из серии ударов по густонаселённым районам с целью установления контроля над крупнейшими городами, включая Сайгон и стратегически важный город Хюэ. Для отвлечения внимания американского командования от этих районов осенью 1967 года северовьетнамские войска инициировали так называемые «пограничные битвы». Многие американские подразделения были переброшены в приграничные районы, удалённые от основных городов страны, чтобы остановить действовавшего там противника. Разведка США предупреждала о готовящемся большом наступлении, однако не имела сведений о возможном времени его начала и масштабе.

## Ход наступления
Основные удары в ходе Тетского наступления должны были наносить подразделения НФОЮВ. Северовьетнамская армия получила боевую задачу только возле Хюэ. По некоторым причинам наступление в северной части Южного Вьетнама началось на сутки раньше запланированного времени — в ночь на 30 января 1968 года, из-за чего фактор неожиданности был частично утрачен. После первых атак американское командование объявило об отмене перемирия, а во всех подразделениях США на территории Южного Вьетнама была объявлена повышенная боеготовность. В то же время южновьетнамские подразделения были не готовы к бою, поскольку большое число солдат находилось в увольнительных по случаю праздника и не успело вернуться в свои части до начала основной фазы наступления.
Тетское наступление началось в ночь на 31 января. По всему Южному Вьетнаму подверглись обстрелам американские базы, а ряд городов был атакован силами НФОЮВ. Северовьетнамская армия почти полностью заняла город Хюэ и объявила об установлении там «народной власти». В Сайгоне атакам партизан подвергся ряд ключевых объектов, включая Дворец Республики, штаб южновьетнамской армии и американское посольство.
Атаки НФОЮВ были слишком разрозненными, чтобы достичь военного успеха. Ни один город (кроме Хюэ) не был захвачен, хотя в некоторых местах столкновения принимали ожесточённый характер. Ущерб от обстрелов и наземных атак на американские базы был в некоторых случаях значительным, но ни одна база также не была захвачена. В Сайгоне действия партизан оказались неудачными, в основном по субъективным причинам. Так, им удалось захватить студию национальной радиостанции, но оказалось, что передатчик находился в другом месте. Атакуя южновьетнамский генеральный штаб, солдаты НФОЮВ по ошибке заняли не главный корпус, а казармы вспомогательного подразделения. Был захвачен бронетанковый парк в пригороде Сайгона, где партизаны собирались использовать трофейную технику (для этого у них были специально подготовленные механики), однако бронетехники там не нашли — оказалось, её переместили в другие места базирования ещё в конце 1967 года.
Самой известной акцией НФОЮВ в Сайгоне стало нападение на посольство США. Оно провалилось из-за того, что в первые же минуты охране посольства удалось убить обоих командиров атакующей группы, после чего оставшиеся в живых партизаны, предварительно не ознакомленные с планом действий, заняли оборонительные позиции во дворе и отстреливались до прибытия американских подкреплений. Лишь двое нападавших попали в плен, остальные погибли. В хаосе первых часов Тетского наступления, когда ситуация в районе посольства была неясной, журналисты передали информацию о захвате части здания, хотя партизаны не сумели прорваться даже на нижний этаж. История о будто бы произошедшем захвате четырёх этажей посольства США в Сайгоне пережила Вьетнамскую войну и встречается до сих пор.
Спорадические уличные стычки продолжались в Сайгоне около месяца. В других местах Южного Вьетнама все нападения были отражены в первые несколько дней. 17—18 февраля была проведена вторая, менее масштабная серия атак. Единственный крупный успех был достигнут наступавшими в Хюэ. Крупные силы северовьетнамской армии удерживали город около трёх недель, пока не были выбиты оттуда совместными усилиями морской пехоты США и южновьетнамской армии. После окончания сражения Хюэ лежал в руинах, но и здесь коммунистические силы в конечном счёте потерпели поражение. Войска Южного Вьетнама и США, вошедшие в Хюэ, обнаружили следы массовых казней (получивших название «резня в Хюэ»). Согласно официальной южновьетнамской статистике, замучено было не менее 2800 «классово чуждых элементов» вместе с членами семей, по минимальным оценкам жертвами резни стали около 200 человек. С особой жестокостью буддисты преследовали католиков.
К началу марта Тетское наступление завершилось. Народного восстания в Южном Вьетнаме не произошло, режим Тхьеу не только не был свергнут, но ещё больше укрепился у власти, воспользовавшись сплочением нации перед лицом вероломной атаки противника, нарушившего перемирие в разгар священного для вьетнамцев праздника. Столкнувшись с подавляющим превосходством американских войск в огневой мощи, НФОЮВ понёс настолько значительные потери, что, по мнению американских экспертов, до конца войны уже не играл ключевой роли, уступив её северовьетнамской армии. Существует гипотеза, что руководство Северного Вьетнама намеренно поставило силы НФОЮВ на острие атаки — вместе с гибелью многих руководителей движения устранялись существовавшие между партизанами и Северным Вьетнамом противоречия относительно общей стратегии ведения войны.
Министр обороны Северного Вьетнама Во Нгуен Зяп констатировал: «Генеральное наступление весной 1968 г. преподало нам тяжёлый урок».

## Психологический эффект
Хотя в военном отношении Тетское наступление стало крупным поражением коммунистических сил, однако в политическом плане достигнутый ими пропагандистский эффект оказался огромным. Фактически уже к концу 1967 года в американском обществе начали преобладать антивоенные настроения на фоне усталости от войны, в которой, несмотря на многочисленные тактические победы, не прослеживалось никакого явного прогресса. Президент Джонсон и командующий войсками во Вьетнаме генерал Уэстморленд были вынуждены делать заявления о том, что противник находится на грани истощения, а решающий перелом в войне уже близок. На фоне таких заявлений неожиданное наступление партизан и солдат северовьетнамской армии в масштабах всего Южного Вьетнама стало для американской общественности шоком. Прямые телерепортажи с полей сражений в первые дни наступления показывали, что правительственная армия и силы США практически не контролируют ситуацию даже в центре Сайгона, не говоря уже о сельских районах. Из-за таких репортажей многие американские командиры впоследствии обвиняли журналистов в создании у американского общества иллюзии тяжёлого поражения во Вьетнаме. Средний класс американского общества пришёл к выводу, что войну нельзя выиграть, а следовательно, необходимо начать сворачивать участие США в ней.
Символом Тетского наступления стала фотография, сделанная американским репортёром Эдди Адамсом в Сайгоне 1 февраля — он сфотографировал сцену того, как начальник южновьетнамской полиции Нгуен Нгок Лоан без суда и следствия расстрелял задержанного подозреваемого. Хотя погибший впоследствии действительно оказался партизаном, фотография вызвала волну возмущения в США и сыграла свою роль в усилении антивоенных настроений. Знаменитой стала и фраза «Было необходимо уничтожить город, чтобы спасти его», приписанная журналистом Питером Арнеттом некоему американскому офицеру, будто бы сказавшему её во время боёв за город Бенче (провинция Бенче) в дельте Меконга. Достоверность фразы подвергалась сомнению, но, как выяснилось, она действительно была произнесена, хотя и при несколько иных обстоятельствах (см. статью Уничтожить город, чтобы спасти его).

Волна протестов и критических выступлений в средствах массовой информации достигшая кульминации после Тетского наступления 1968 года, в общепринятых военных терминах обернувшегося для Северного Вьетнама сокрушительным поражением, но преподанного западной прессой как ошеломляющая победа и свидетельство провала Америки, — задела некую чувствительную струнку в душе у представителей администрации.
— «Мировой порядок», Генри Киссинджер

## Потери
Потери сторон в ходе Тетского наступления с трудом поддаются оценке. Только в зоне III корпуса за период 29 января - 19 февраля погибло 944 солдата Южного Вьетнама и его союзников (включая 453 американских), а также 12 614 солдат НФОЮВ. Всего по данным США в боях было уничтожено 45 тысяч солдат противника, потери НФОЮВ действительно были самыми тяжёлыми с начала войны. Погибли тысячи мирных жителей.

## Галерея

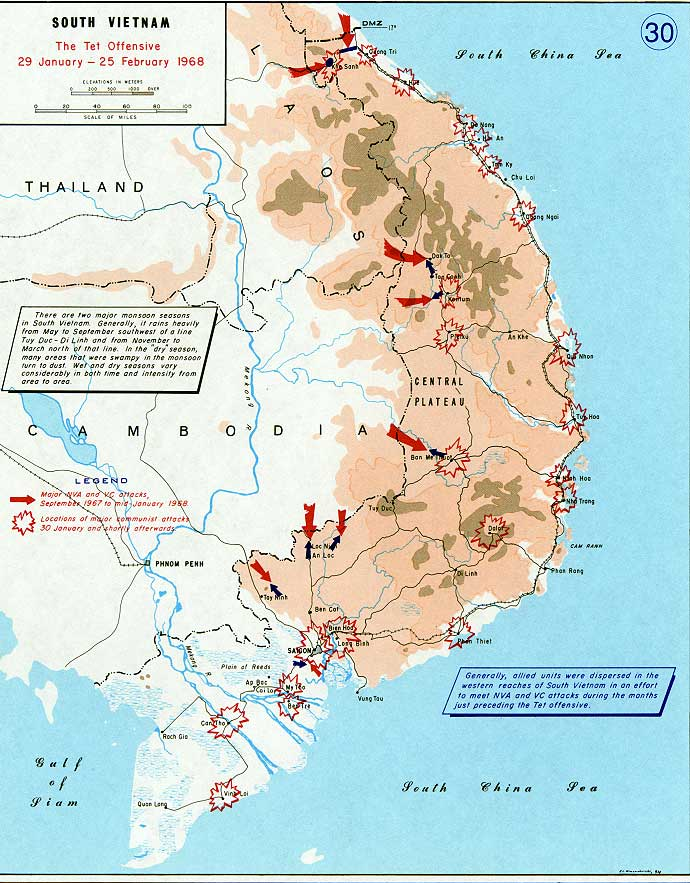
Карта Южного Вьетнама, показывающая места основных атак в ходе Тетского наступления
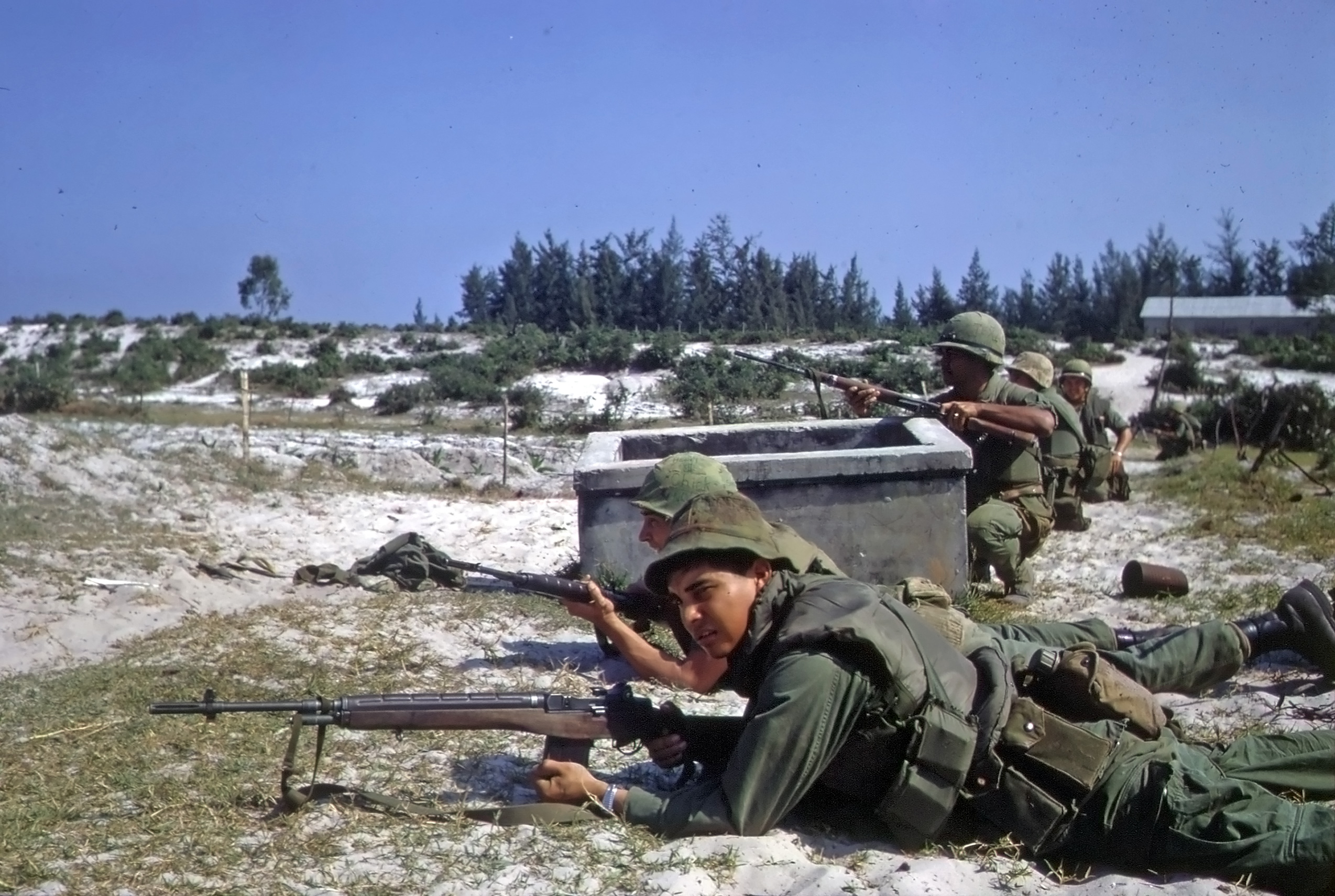
Американские морские пехотинцы в бою в ходе Тетского наступления
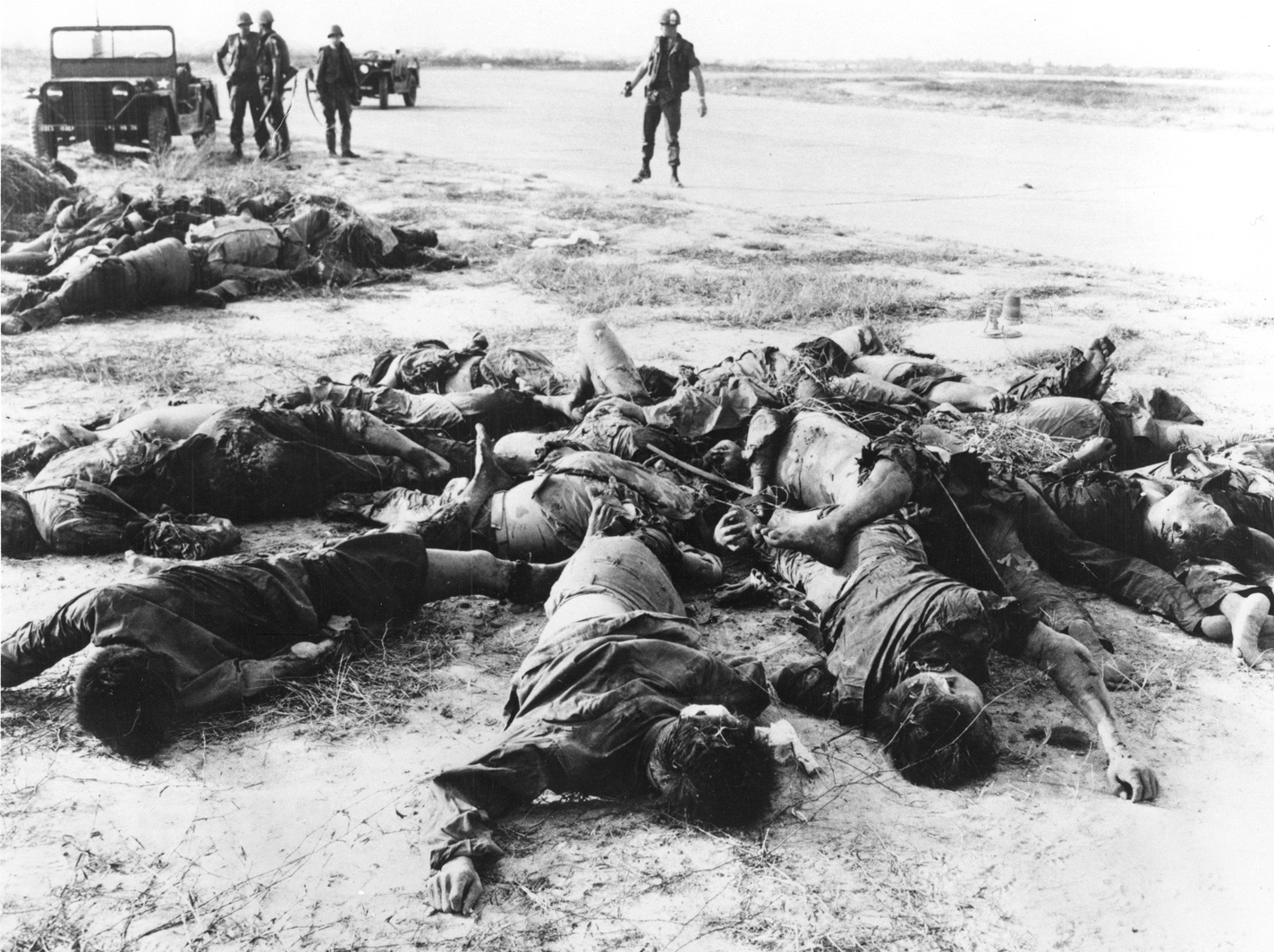
Тела партизан, погибших во время атаки на сайгонский аэродром Таншоннят. 1 февраля 1968 года
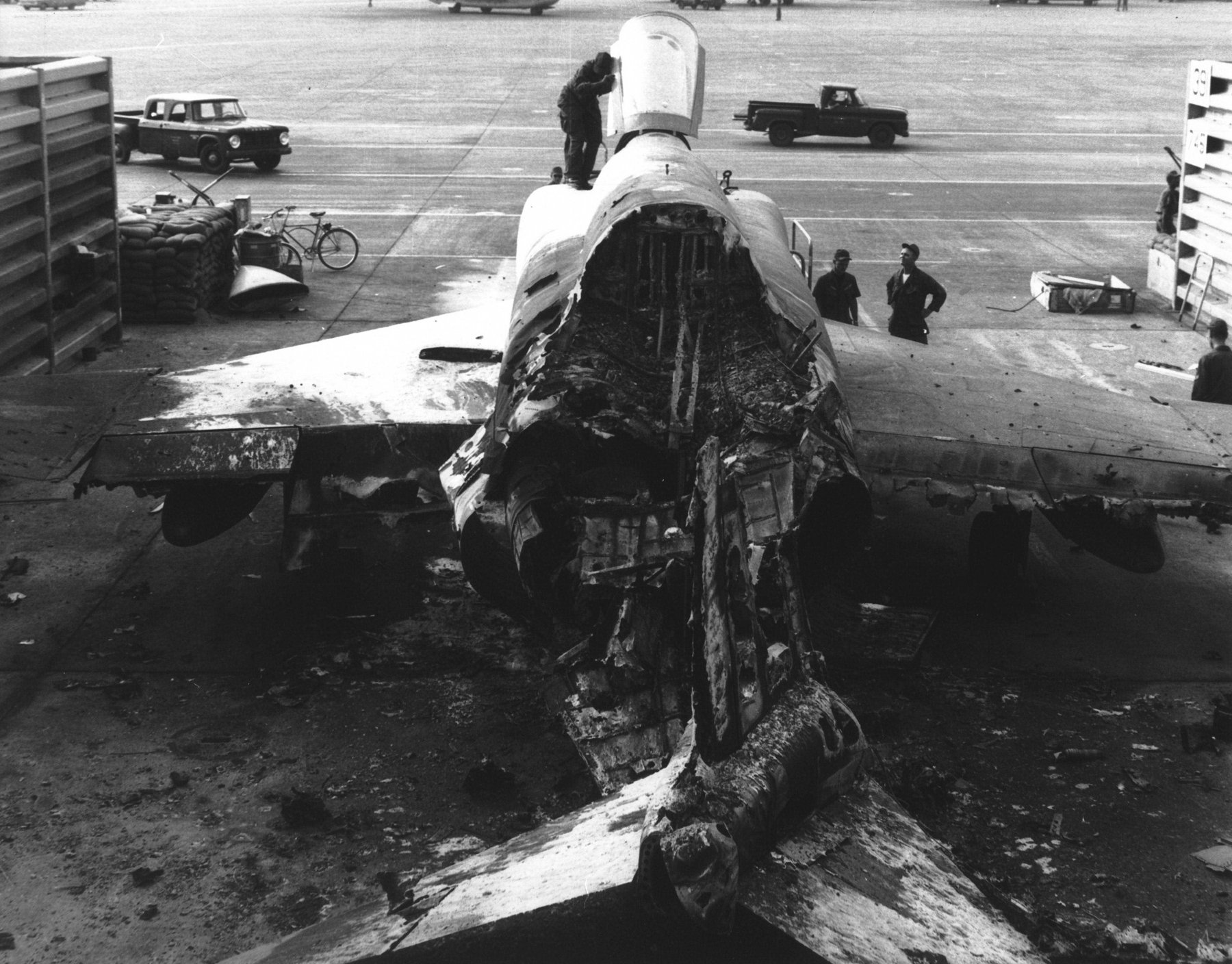
Уничтоженный американский истребитель F-4 Phantom II
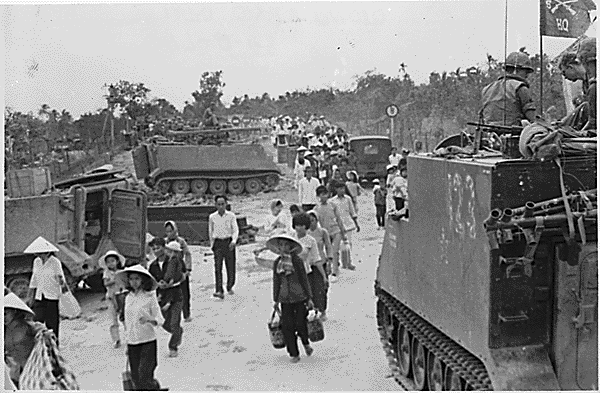
Беженцы покидают город Митхо, проходя мимо американских бронетранспортёров M113. Тетское наступление, дельта Меконга